# 김용남 (1970년)
김용남(金勇男, 1970년 2월 14일~)은 대한민국의 법조인이며 검사 출신이고 법무법인 <일호>의 대표변호사이기도 하다. 2012년 새누리당 대통령후보 수원공동선대위원장으로 정계에 입문하여 재보궐선거를 통해 제19대 국회의원이 되면서 입법부에 진출하였다.

## 생애
제34회 사법시험에 합격하였고 사법연수원 수료 후 수원에서 검사 생활을 했다. 2012년 새누리당 대통령후보 수원공동선대위원장으로 정계에 입문하였다. 2014년 6월 지방선거에서 새누리당 수원시장 경선에 출마하였으나 3위로 탈락했다가, 같은 해 7월 19대 국회의원 재보궐선거에서 수원시 팔달구에서 새정치민주연합의 손학규 후보를 꺾고 당선되었다.
2025년 개혁신당을 탈당하고 이재명 지지를 선언하였다.

## 경력
- 제34회 사법시험 합격(사법연수원 24기 수료)
- 1998년 3월~2000년 2월: 서울지방검찰청 검사
- 2000년 2월~2001년 2월: 수원지방검찰청 여주지청 검사
- 2001년 2월~2004년 2월: 광주지방검찰청 검사
- 2001년 7월~2002년 7월: 영국 케임브리지대학교 객원연구원
- 2004년 2월~2007년 2월: 서울북부지방검찰청 검사
- 2007년 2월~2009년 1월: 수원지방검찰청 부부장검사
- 2009년 1월~2010년 2월: 법무부 장관 정책보좌관
- 2010년 2월~2010년 8월: 수원지방검찰청 부장검사
- 2010년 8월~2011년 9월: 서울서부지방검찰청 공판부 부장검사
- 2011년 9월~2012년 1월: 수원지방검찰청 안양지청 부장검사
- 2012년 2월: 제18대 대통령선거 박근혜 후보 수원 선거대책위원회 공동위원장
- 법무법인 일호 대표변호사
- 2014년 7월~2016년 5월: 제19대 국회의원(새누리당, 경기 수원시 병)
- 2014년 8월~2016년 5월: 제19대 국회 후반기 환경노동위원회 위원
- 2014년 8월: 권순일 대법관 인사청문회 특별위원회 위원
- 2014년 11월: 군인권개선 및 병영문화 혁신 특별위원회 위원
- 2014년 12월: 새누리당 법률지원단 부단장
- 2014년 12월: 새누리당 통일위원회 수석부위원장
- 2015년 1월: 새누리당 아동학대 근절 특별위원회 위원
- 2015년 6월~2016년 5월: 제19대 국회 예산결산특별위원회 위원
- 2015년 7월~2016년 5월: 새누리당 원내대변인
- 2015년 7월~2016년 5월: 제19대 국회 운영위원회 위원
- 2015년 8월~2016년 5월: 제19대 국회 공적연금 강화와 노후빈곤 해소를 위한 특별위원회 위원
- 2015년 9월: 새누리당 국가 간호·간병제도 특별위원회 위원
- ~2018년 9월: 자유한국당 경기도당 수원시(병) 당협위원장
- 자유한국당 경기도당 법률자문위원회 부위원장
- 자유한국당 경기도지사 예비후보
- 자유한국당 경기도당 정책개발본부 국민소통위원장
- 2018년 12월~2020년 2월 : 자유한국당 경기도당 수원시(병) 당협위원장
- 2019년 3월 : 자유한국당 좌파독재저지특별위원회 위원
- 2020년 2월 : 미래통합당 경기도당 수원시(병) 당협위원장
- 2021년 9월~2021년 11월: 국민의힘 윤석열 제20대 대통령 선거 예비후보 조직본부 특보단 정무특보 겸 공보특보
- 2021년 9월~2021년 11월: 국민의힘 윤석열 제20대 대통령 선거 예비후보 국민캠프 정치공작진상규명특별위원회 위원
- 2021년 12월~2022년 1월: 국민의힘 선거대책위원회 중앙선거대책위원회 공보단 상임공보특보단 상임공보특보
- 2022년 1월~2022년 3월: 국민의힘 제20대 대통령 선거 선거대책본부 공보단 상임공보특보단 상임공보특보
- 2022년 9월 제21대 후반기 국회공직자윤리위원회 위원
- 2024년 1월~2024년 2월: 개혁신당 전략기획위원장 겸 정책위의장
- 2024년 2월~2024년 5월: 개혁신당 공동정책위의장
- 2025년 5월: 개혁신당 탈당 및 더불어민주당 입당

## 수상
- 2003년: 대통령 표창
- 2014년: 한국환경단체협의회 대한민국 환경의정 대상
- 2015년: 유권자시민행동 대한민국 유권자 대상
- 2015년: 국정감사NGO모니터단 국정감사 우수국회의원

## 역대 선거 결과
|  | 43.50% |

|  | 52.81% |

|  | 46.06% |

|  | 42.54% |

|  | 49.71% |

## 소속 정당
| 소속 정당 | 소속 정당    | 소속 기간 | 비고                |
| --------- | ------------ | --------- | ------------------- |
|           | 한나라당     | 2012      | 입당                |
|           | 새누리당     | 2012~2017 | 당명 변경 정계 입문 |
|           | 자유한국당   | 2017~2020 | 당명 변경           |
|           | 미래통합당   | 2020      | 합당                |
|           | 국민의힘     | 2020~2024 | 당명 변경           |
|           | 무소속       | 2024      | 탈당                |
|           | 개혁신당     | 2024~2025 | 창당                |
|           | 무소속       | 2025      | 탈당                |
|           | 더불어민주당 | 2025~현재 | 입당                |

## 같이 보기
- 수원시 병
- 수원시의 국회의원
- 수원시 팔달구의 국회의원
- 수원시 권선구의 국회의원